# Ліла-ірташ
Ліла-ірташ (д/н — бл. 1698 до н. е.) — суккуль-мах (верховний володар) Еламу близько 1700—1698 роках до н. е.

## Життєпис
Походив з династії Епартідів (Суккуль-махів). Небіж Кудузулуша I.Після сходження на трон його брата Кутір-Наххунте I призначається суккалем Еламу і Симашкі (офіційним спадкоємцем). В часи походів брата до Загросу і Міжріччя фактично керував державою.
1700 року до н. е. успадкував владу, але не призначив небожа Темпті-агуна суккалем Еламу і Симашкі, можливо через власну хворобу чи ще щось. Помер Ліла-ірташ близько 1798 року до н. е. Йому спадкував Темпті-агун.